# Rhinocypha monochroa
Rhinocypha monochroa – gatunek ważki z rodziny Chlorocyphidae.